# Death Cab for Cutie
Death Cab for Cutie é uma banda estadunidense de indie rock formada em Bellingham (Washington) em 1997. que começou como um projeto-solo de Ben Gibbard. Como Death Cab For Cutie, ele lançou um cassete, chamado You Can Play These Songs with Chords, produzido pelo próprio. Formalmente, durante esse tempo, a banda era apenas Gibbard, mas Chris Walla (que entrou na produção de todos os álbuns posteriores) e Nicholas Harmer (que havia tocado com Ben em uma banda chamada Shed,  posteriormente conhecida como Eureka farm) também tocaram no lançamento.
Gibbard resolveu expandir o projeto para uma banda completa, em que Walla e Harmer se tornaram membros formais. Recrutou também Natham Good para tocar bateria, e com essa formação lançaram o LP Something About Airplanes no verão de 1998. O álbum ganhou críticas positivas no cenário indie, e em 2000 foi lançado o álbum posterior: We Have the Facts and We're Voting Yes. Natham Good deixou a banda durante a gravação deste, mas as suas participações nas faixas The Employment Pages e Company Calls Epilogue foram mantidas. Gibbard tocou todas as outras canções.
O novo baterista, Michael Schorr, só apareceria no The Forbidden Love EP, lançado no outono de 2000. No ano seguinte, outro LP foi lançado, chamado The Photo Álbum. A edição limitada deste álbum possui faixas bônus, lançadas separadamente do The Stability EP.
No seriado The O. C. era a banda preferida do personagem Seth Cohen, interpretado por Adam Brody. A música "Transatlanticism" também apareceu em um episódio de Six Feet Under, da HBO.

## Discografia

### EPs
- The Forbidden Love EP (2000)
- The Stability EP (2002)
- Studio X Sessions EP (2004)
- The John Byrd EP (2005)
- The Opendoor EP (2009)

### Álbuns de estúdio
- You Can Play These Songs with Chords (1997)
- Something About Airplanes (1998)
- We Have the Facts and We're Voting Yes (2000)
- The Photo Album (2001)
- You Can Play These Songs with Chords (1997 - relançado em 2002)
- Transatlanticism (2003)
- Plans (2005)
- Narrow Stairs (2008)
- Codes And Keys (2011)
- Kintsugi (2015)
- Thank You For Today (2018)[2]
- Asphalt Meadows (2022)

### Singles
- Stability (2002)
- A Movie Script Ending (2002)
- I Was a Kaleidoscope (2002)
- We Laugh Indoors (2002)
- The New Year (2003)
- The Sound of Settling (2004)
- Title and Registration (2004)
- Soul Meets Body (2005)
- Crooked Teeth (2006)
- I Will Follow You into the Dark (2006)
- I Will Possess Your Heart (2008)
- Cath... (2008)
- Grapevine Fires (2009)
- Meet Me on The Equinox (2009) (Trilha sonora do filme Lua Nova (2009))
- Black Sun (2015)
- No Room in Frame (2015)

## Videografia

### Vídeos musicais
- A Movie Script Ending (2001) (UK Video)
- The New Year (2003) (UK Video)
- The Sound of Settling (2004)
- Title and Registration (2005) (UK Video)
- Soul Meets Body (2005)
- Crooked Teeth (2005)
- Brothers On A Hotel Bed (2006)
- I Will Follow You Into The Dark (2006)
- What Sarah Said (2006)
- I Will Possess Your Heart (2008)
- No Sunlight (2008)
- Cath... (2008)
- Grapevine Fires (2009)
- Meet Me on The Equinox (2009)
- You Are a Tourist (2011)
- Underneath The Sycamore (2011)
- Black Sun (2015)